# FCGR 5200
Les FCGR 5200 constituent une série de locomotives Diesel argentines.
Dérivées des CC 65000 de la SNCF, les 25 unités qui la composent sont livrées au Chemin de fer General Roca (FCGR) en 1957-1958. Assurant des services mixtes voyageurs/marchandises, les dernières d'entre elles sont retirées du service en 1981.

## Historique

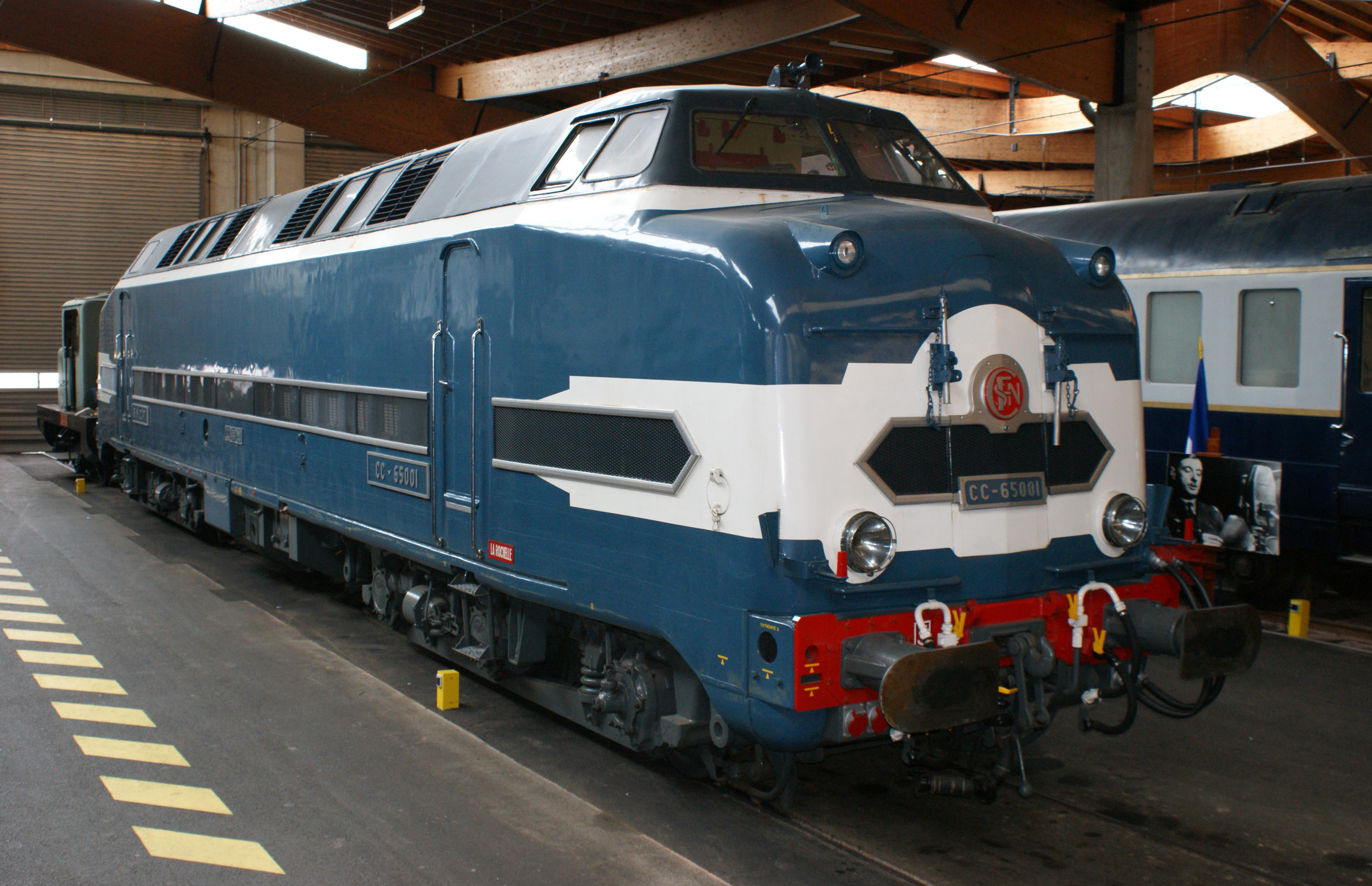
Un modèle de la série CC 65000 française.

Dans les années 1950, les chemins de fer argentins cherchent à remplacer les locomotives à vapeur par des engins Diesel ; de nombreux constructeurs, américains et européenns, sont sollicités. C'est dans ce cadre que, en 1956, le Chemin de fer General Roca (FCGR) commande à Alsthom vingt-cinq locomotives sur le modèle des CC 65000 françaises et des CFA 060 DC algériennes. Le modèle de base doit cependant être modifié, notamment pour l'adapter à l'écartement large des rails du réseau argentin (1,676 m).
Les machines, fabriquées dans l'usine Alsthom de Belfort, sont livrées en 1957-1958, expédiées par bateau depuis le port de Dunkerque à destination de Buenos Aires. La tête de série figure lors de l'exposition ferroviaire argentine de 1957. Immatriculées 5201 à 5225 lors de leur mise en service, elles sont renumérotées 8001 à 8025 lorsqu'en 1958 l'Empresa Ferrocarriles del Estado Argentino exerce sa tutelle sur le FCGR. En raison de leur origine ces locomotives sont surnommées « Las Francesas » par les cheminots argentins.

## Caractéristiques

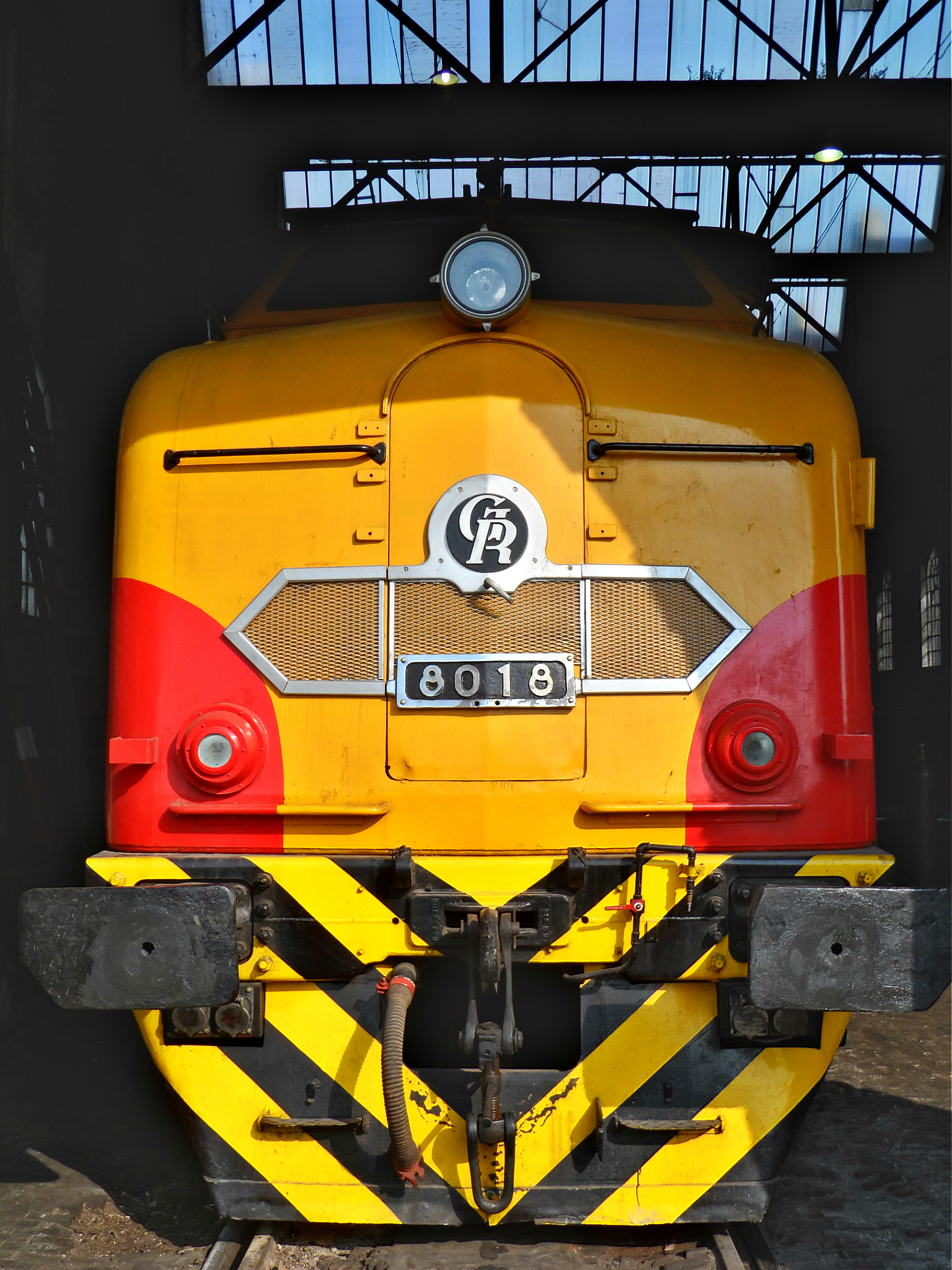
Face avant de la 8018 (ex-5218).

La locomotive se compose d'un châssis reposant sur les bogies et supportant la caisse. La toiture de cette dernière est entièrement amovible, ce qui permet d'accéder à l'appareillage intérieur.
La machine est équipée de deux moteurs Diesel SACM MGO V12 VSHR qui lui confèrent une puissance de 1 360 kW. Chacun d'eux entraîne une génératrice Alsthom GP 830-MS qui alimente en courant continu les trois moteurs de traction d'un même bogie (un par essieu). Ces deux ensembles sont indépendants, ce qui permet à la locomotive de poursuivre sa route à puissance réduite en cas d'avarie de l'un d'eux.
Pour respecter un charge de 18 t par essieu, limite imposée par les voies argentines, la locomotive ne dispose pas de la chaudière dont sont équipées les CC 65000 françaises et qui permet le chauffage de voitures de voyageurs ; sa masse totale est ainsi contenue à 108 t. D'autres équipements sont différents, comme les dispositifs de frein, la présence d'un gros fanal central sur les faces frontales ou le montage d'un chasse-obstacles sur les traverses de tamponnement. Bien qu'elles ne soient pas aptes à la marche en unités multiples, les locomotives conservent leurs portes d'intercirculation frontales.
Les locomotives sont peintes en jaune bouton-d'or, avec un large bandeau rouge-orangé en bas de caisse et des liserés de même couleur en haut. Elles sont pourvues, au cours de leur carrière, de visières faisant office de pare-soleil au niveau des vitres de cabines.

## Services

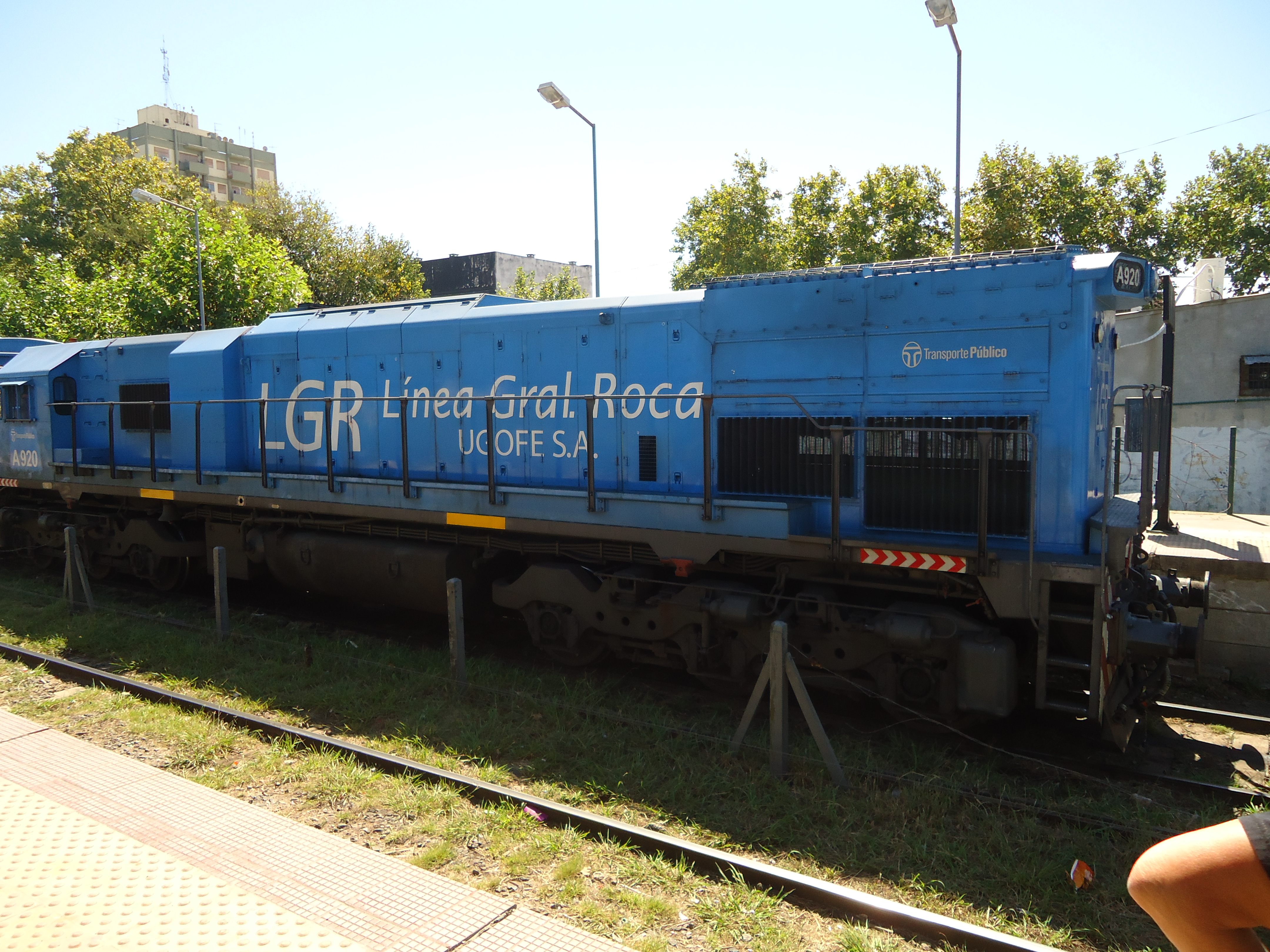
Locomotive General Motors GT 22.

Les locomotives sont engagées sur les lignes des Buenos Aires à Tandil et Mar del Plata, en tête de tous types de trains. Leurs services s'étendent ensuite à d'autres lignes ; elles tractent ainsi des trains de 1 200 t en provenance des cimenteries Loma Negra.
L'arrivée des locomotives General Motors GT 22 les relègue peu à peu à la remorque de trains de fret autour de Tandil où elles sont regroupées. La dernière d'entre elles circule en 1981. Tous les exemplaires, sauf un, ont été démolis,.

## Locomotive préservée
Un exemplaire de la série, le no 8018, réformé en 1980, racheté en 1991 par l'association Ferroclub argentino, a fait l'objet d'un long chantier de restauration dans les ateliers de Remedios de Escalada qui assuraient déjà la maintenance de ces locomotives lorsqu'elles circulaient. Remise en état de marche en 2010,la locomotive est tombée en panne au début des années 2020.